# Geogale aurita
El tenrec de orejas grandes (Geogale aurita) es una especie de mamífero afrosorícido de la familia Tenrecidae. Es la única especie de la subfamilia Geogalinae y del género Geogale.

## Distribución geográfica yhábitat
Es endémico de Madagascar. Su hábitat natural son los bosques secos tropicales y subtropicales y los matorrales secos tropicales. Está amenazado por la pérdida de su hábitat.

## Características
El tenrec de orejas grandes es uno de los tenrecs más pequeños, tiene una longitud de 6 a 7,5 cm, e incluyendo la cola hasta 10,5 cm y un peso de 5 a 8,5 g. Tiene un pelaje muy corto y suave que cubre también su cola. Su coloración dorsal es variable, oscilando entre gris claro y café rojizo, el vientre es blancuzco.

## Estado de conservación
En 2008 fue catalogado en la Lista Roja de la UICN como especie con preocupación menor LC (del inglés Least Concern), por ser una especie ampliamente distribuida en Madagascar, principalmente al sur y al occidente; se presume que existe una gran población y no está declinando lo suficientemente rápido para ser catalogada como una especie amenazada.